# Vriesea vanhyningii
Vriesea vanhyningii är en gräsväxtart som beskrevs av Lyman Bradford Smith. Vriesea vanhyningii ingår i släktet Vriesea och familjen Bromeliaceae. Inga underarter finns listade i Catalogue of Life.